# Atmospheric Reentry Demonstrator
Pour les articles homonymes, voir ARD (homonymie).

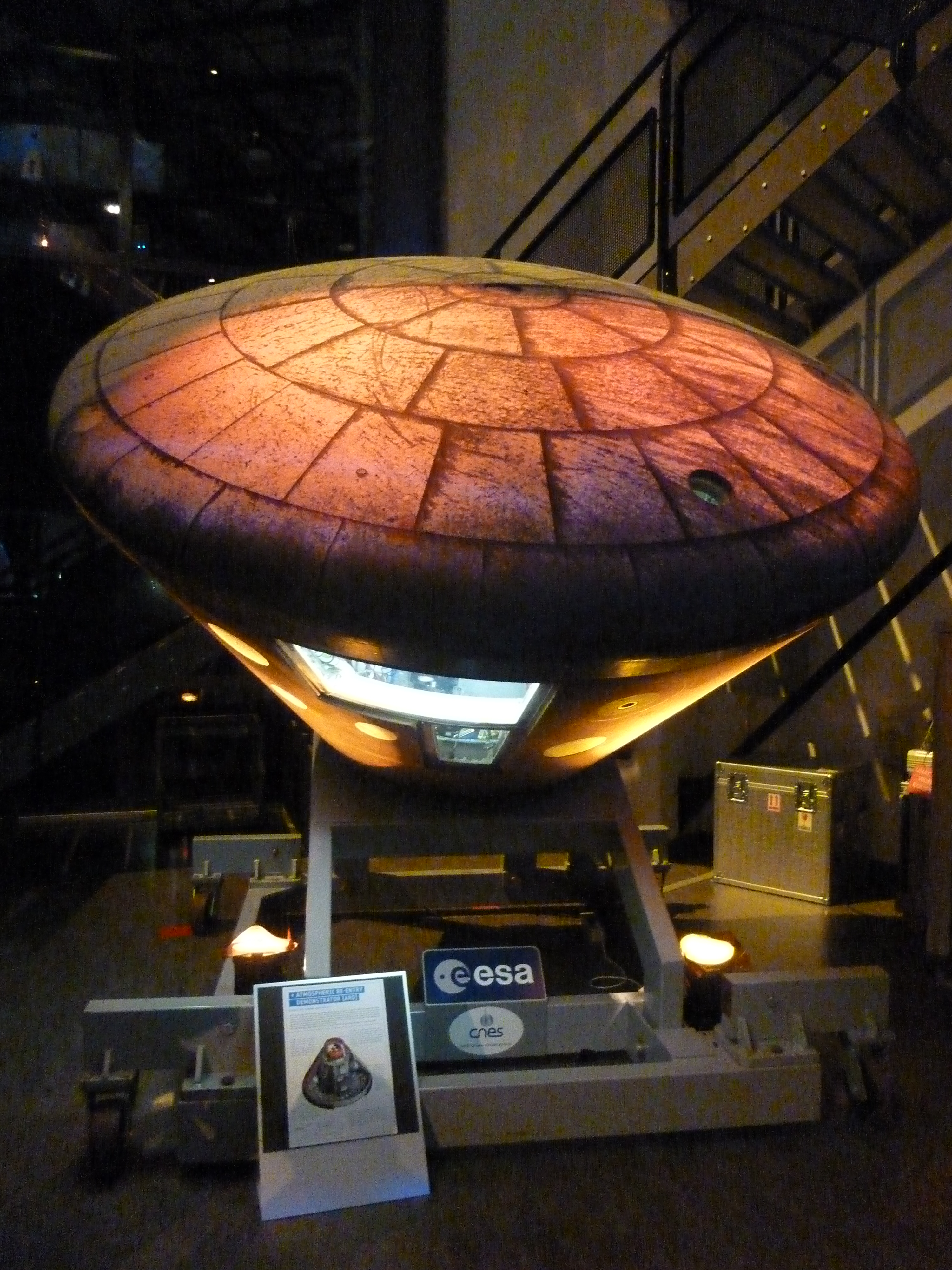
L'Atmospheric Reentry Demonstrator exposé au Centre européen de recherche et de technologie spatiales.

L’Atmospheric Reentry Demonstrator (ARD), développé par Aérospatiale, était un véhicule d'essai suborbital de rentrée atmosphérique sur le troisième vol d’Ariane 5.

## Conception et développement
Construit par Aérospatiale (France) pour l’Agence spatiale européenne (ESA), l’ARD a une conception classique de capsule Apollo et a été construit en utilisant des matériaux de protection thermique existants pour examiner et qualifier des possibilités de nouvelles technologies et de commande de vol pour la rentrée atmosphérique et l’atterrissage.

## Déroulement de l'essai
L’ARD a été lancé le 21 octobre 1998 et a été libéré peu de temps après la séparation de l’étage principal cryogénique du lanceur à une altitude de 209 kilomètres, 12 minutes après le décollage du centre spatial de Kourou en Guyane française.
L’ARD a atteint une altitude de 830 kilomètres et, après une entrée autopilotée, a amerri à moins de 4,9 kilomètres de son point de chute prévu dans l’océan Pacifique au large des Kiribati après 1 h 41 min de vol. 
Il a été récupéré cinq heures plus tard par le navire de la marine nationale française Revi et a subi une analyse technique plus détaillée en Europe.  
Pendant la mission, il a enregistré et a transmis à la Terre plus de 200 paramètres critiques pour l’analyse du vol et le comportement à bord de l’équipement.

## Analyse des mesures effectuées et du comportement des matériaux
Les ingénieurs analysant les données de son vol suborbital ont rapporté que les systèmes de la capsule avaient bien été exécutés et aussi les espérances assouvies. Les ingénieurs analysant la télémétrie en temps réel du vol ont rapporté que tous les systèmes d’appareillage électrique et de propulsion ont fonctionné avec les paramètres nominaux. Les systèmes et la réception de télémétrie ont été exécutés, et à bord le récepteur GPS a travaillé d’une manière satisfaisante pendant le vol entier excepté, comme prévu, pendant la rentrée. 
Pendant la rentrée dans l'atmosphère, la température du bouclier a atteint 900 °C et la protection thermique du cône et de l’écran thermique étaient dans un état parfait après récupération. 
Au cours de tout le vol, l’ARD est resté hermétique et parfaitement intact.

## Désormais exposé à Noordwijk
L’ARD est maintenant exposé à l'ESTEC à Noordwijk aux Pays-Bas.
On peut y voir dans le bouclier thermique deux compartiments correspondants à des inserts destinés à tester le matériau de protection thermique d'Hermès.

### Le Premier Courrier Spatial Européen
Ce sont 2 boites aux lettres qui ont été conçues spécialement à cet effet. Après avoir été testé et qualifié « vol », le Premier Courrier Spatial Européen (PCSE), un document philatélique (1980 enveloppes), a fait le voyage en toute sécurité, pour la plus grande joie des collectionneurs.
En 2017, c'est encore le courrier transporté dans l'Espace le « plus haut du monde », ayant atteint 830 km d'altitude et la vitesse de 27 000 km/h.